# ابژه والای ایدئولوژی
ابژهٔ والای ایدئولوژی (به انگلیسی: The Sublime Object of Ideology)، به سال ۱۹۸۹، کتابی از اسلاوی ژیژک، فیلسوف و نظریه‌پرداز فرهنگی است. این اثر از دید بسیاری شاهکار او محسوب می‌شود. این کتاب با عنوان عینیت ایدئولوژی در سال ۱۳۹۰ با ترجمهٔ علی بهروزی به فارسی منتشر شده است.

## خلاصه
ژیژک مفهوم کانتی والا را به عنوان مضمون محوری قرار می‌دهد تا ایدئولوژی را به تجربهٔ چیزی تشبیه کند که فراتر از هرگونه ادراک و درک عینی کاملاً گسترده و قدرتمند است. ژیژک تحلیلی از «چگونه مارکس سمپتوم (دردنشان) را ابداع کرد؟» ارائه می‌کند، که در آن شیوه‌هایی را که مفهوم نشانه (سمپتوم) در آثار کارل مارکس و زیگموند فروید، بنیان‌گذار روانکاوی جریان دارد، مقایسه می‌کند. ژیژک با هر گونه خوانش ساده‌انگارانه از این دو متفکر، که نشان می‌دهد «هستهٔ» معنا در «اشکال» ظاهراً نامربوط کالاها (مارکس) و رویاها (فروید) پنهان است، مخالف است. ژیژک فکر می‌کند مهم‌تر است که بپرسیم چرا محتوای پنهان شکل خاصی به خود می‌گیرد؛ بنابراین ژیژک استدلال می‌کند که هم به عقیده فروید و هم مارکس، کار-رویا و شکل کالایی خود نیازمند تحلیل هستند.

## پذیرش
ژیژک معتقد است که ابژهٔ والای ایدئولوژی یکی از بهترین کتاب‌های اوست، در حالی که یان پارکر روان‌شناس می‌نویسد که «بسیاری آن را شاهکار او می‌دانند». آنتونی الیوت می‌نویسد که این اثر «بازسازی برانگیزاننده‌ای از نظریهٔ انتقادی از مارکس تا آلتوسر است که از راه چارچوب روانکاوی لاکانی بازتفسیر شده است».